# Fadogia
Fadogia är ett släkte av måreväxter. Fadogia ingår i familjen måreväxter.

## Dottertaxa tillFadogia, i alfabetisk ordning[1]
- Fadogia ancylantha
- Fadogia andersonii
- Fadogia arenicola
- Fadogia audruana
- Fadogia butayei
- Fadogia caespitosa
- Fadogia chlorantha
- Fadogia chrysantha
- Fadogia cienkowskii
- Fadogia cinerascens
- Fadogia elskensii
- Fadogia erythrophloea
- Fadogia fragrans
- Fadogia fuchsioides
- Fadogia glaberrima
- Fadogia gossweileri
- Fadogia graminea
- Fadogia homblei
- Fadogia lactiflora
- Fadogia latifolia
- Fadogia leucophloea
- Fadogia luangwae
- Fadogia oblongolanceolata
- Fadogia obscura
- Fadogia olivacea
- Fadogia parvifolia
- Fadogia pobeguinii
- Fadogia punctulata
- Fadogia rostrata
- Fadogia salictaria
- Fadogia schmitzii
- Fadogia spectabilis
- Fadogia stenophylla
- Fadogia tetraquetra
- Fadogia tomentosa
- Fadogia triphylla
- Fadogia variifolia
- Fadogia verdcourtii
- Fadogia verdickii
- Fadogia vollesenii